# Saint-Maximin (Oise)
Pour les articles homonymes, voir Saint-Maximin.
Saint-Maximin est une commune française située dans le département de l'Oise en région Hauts-de-France.

## Géographie
La commune de Saint-Maximin est située entre Chantilly au sud et Creil au nord.
La forêt de Chantilly et plus précisément sa partie appelée bois de la Coharde occupe 173 ha soit 14 % du territoire communal.
| Montataire           | Creil         |                                 |
|                      | Saint-Maximin | Apremont                        |
| Saint-Leu-d'Esserent | Gouvieux      | Chantilly, Vineuil-Saint-Firmin |

### Hydrographie

#### Réseau hydrographique
La commune est située dans le bassin Seine-Normandie. Elle est drainée par,.
L'Oise prend sa source en Belgique, à 309 mètres d'altitude, dans l'ancienne commune de Forges et se jette dans la Seine à 20 mètres d'altitude, au Pointil en rive droite et en aval du centre de Conflans-Sainte-Honorine dans le département des Yvelines. D'une longueur 341 kilomètres, elle est presque entièrement navigable et bordée de canaux sur 104 kilomètres. 

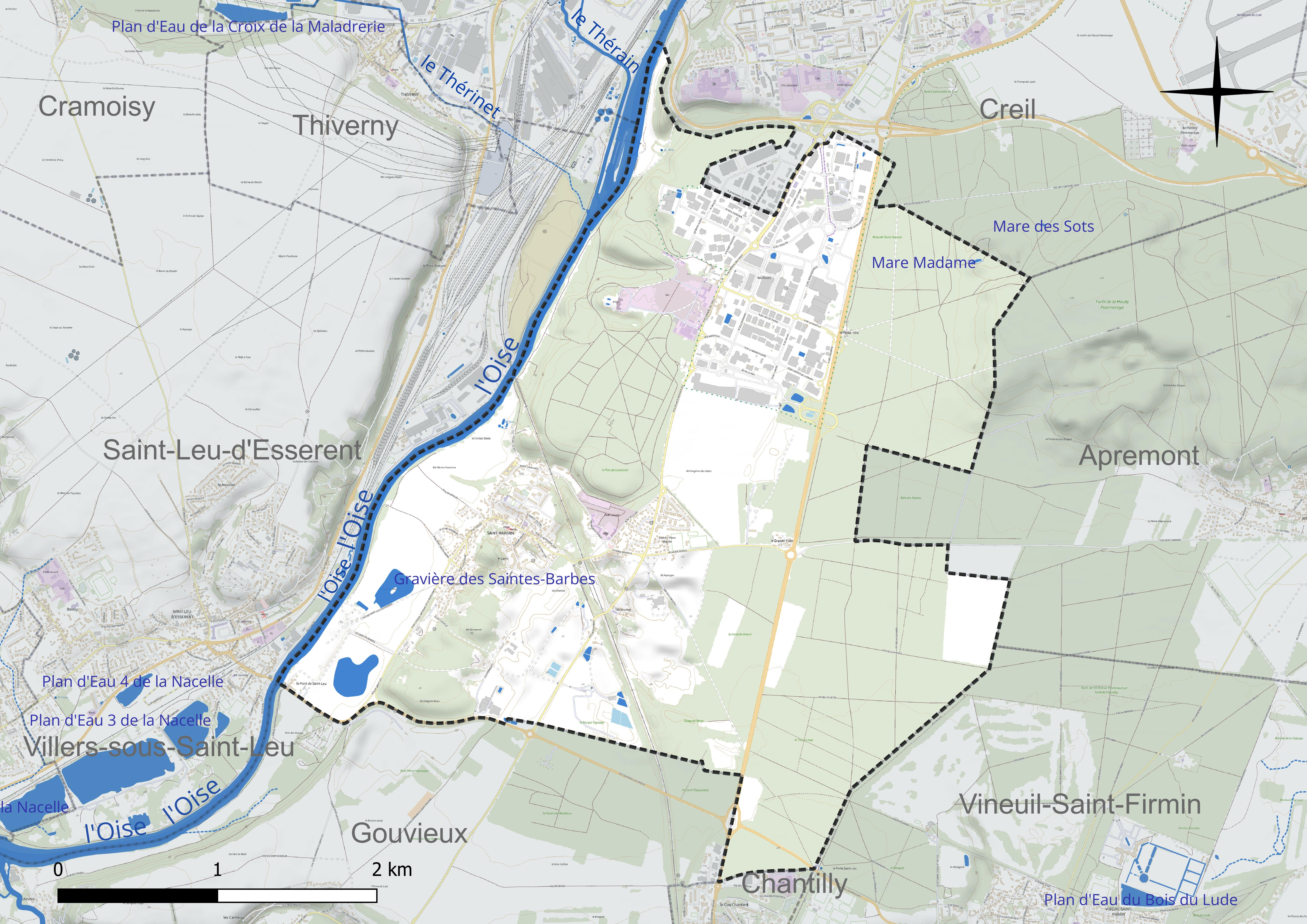
Réseau hydrographique de Saint-Maximin.

Deux plans d'eau complètent le réseau hydrographique : la gravière des Saintes-Barbes (3,3 ha) et la mare Madame (0,1 ha),.

#### Gestion et qualité des eaux
Le territoire communal est couvert par le schéma d'aménagement et de gestion des eaux (SAGE) « Sensée ». Ce document de planification concerne un territoire de 413 km2 de superficie, délimité par le bassin versant de la Nonette et de ses deux principaux affluents, la Launette et l'Aunette. Le périmètre a été arrêté le 3 avril 1998 et le SAGE proprement dit a été approuvé le 28 juin 2006, puis révisé le 15 décembre 2015. La structure porteuse de l'élaboration et de la mise en œuvre est le syndicat Interdépartemental du SAGE de la Nonette. 
La qualité des cours d'eau peut être consultée sur un site dédié géré par les agences de l'eau et l'Agence française pour la biodiversité. 

### Climat
Pour des articles plus généraux, voir Climat des Hauts-de-France et Climat de l'Oise.
En 2010, le climat de la commune est de type climat océanique dégradé des plaines du Centre et du Nord, selon une étude du CNRS s'appuyant sur une série de données couvrant la période 1971-2000. En 2020, Météo-France publie une typologie des climats de la France métropolitaine dans laquelle la commune est dans une zone de transition entre le climat océanique et le climat océanique altéré et est dans une zone de transition entre les régions climatiques « Sud-ouest du bassin Parisien » et « Nord-est du bassin Parisien ». 
Pour la période 1971-2000, la température annuelle moyenne est de 11 °C, avec une amplitude thermique annuelle de 14,7 °C. Le cumul annuel moyen de précipitations est de 675 mm, avec 10,6 jours de précipitations en janvier et 8,1 jours en juillet. Pour la période 1991-2020, la température moyenne annuelle observée sur la station météorologique la plus proche, située sur la commune de Creil à 5 km à vol d'oiseau, est de 11,2 °C et le cumul annuel moyen de précipitations est de 662,2 mm,. Pour l'avenir, les paramètres climatiques de la commune estimés pour 2050 selon différents scénarios d'émission de gaz à effet de serre sont consultables sur un site dédié publié par Météo-France en novembre 2022.
| Mois                                  | jan.             | fév.             | mars             | avril         | mai                                       | juin           | jui.                                      | août           | sep.            | oct.          | nov.             | déc.             | année                                     |
| ------------------------------------- | ---------------- | ---------------- | ---------------- | ------------- | ----------------------------------------- | -------------- | ----------------------------------------- | -------------- | --------------- | ------------- | ---------------- | ---------------- | ----------------------------------------- |
| Température minimale moyenne (°C)     | 1,4              | 1,2              | 3,1              | 4,9           | 8,4                                       | 11,4           | 13,4                                      | 13,2           | 10,3            | 7,8           | 4,3              | 1,9              | 6,8                                       |
| Température moyenne (°C)              | 4,1              | 4,6              | 7,5              | 10,3          | 13,7                                      | 16,9           | 19,2                                      | 19             | 15,6            | 11,9          | 7,4              | 4,5              | 11,2                                      |
| Température maximale moyenne (°C)     | 6,8              | 8                | 12               | 15,6          | 19                                        | 22,4           | 24,9                                      | 24,8           | 20,9            | 15,9          | 10,5             | 7,2              | 15,7                                      |
| Record de froid (°C) date du record   | −21,6 17.01.1985 | −18,5 14.02.1956 | −11,4 08.03.1971 | −5,3 06.04.21 | −2,6 03.05.1981                           | 0,7 01.06.1975 | 3,5 01.07.1960                            | 3,2 01.08.1965 | −0,6 17.09.1971 | −5 28.10.03   | −11,3 24.11.1998 | −16,7 31.12.1970 | −21,6 1985                                |
| Record de chaleur (°C) date du record | 15,9 27.01.03    | 21,4 28.02.1960  | 25,4 31.03.21    | 28 20.04.18   | 31,7 07.05.1976                           | 36,4 27.06.11  | 41,6 25.07.19                             | 39,3 09.08.20  | 35,3 15.09.20   | 28,3 01.10.11 | 20,7 08.11.15    | 16,9 07.12.00    | 41,6 2019                                 |
| Ensoleillement (h)                    | 492              | 867              | 1 417            | 2 008         | erreur soleil-mai n'est pas un nombre (-) | 2 169          | erreur soleil-jul n'est pas un nombre (-) | 217            | 1 806           | 1 184         | 674              | 614              | erreur soleil-ann n'est pas un nombre (-) |
| Précipitations (mm)                   | 56,2             | 47,1             | 48,2             | 45,2          | 60                                        | 56             | 56                                        | 57,6           | 45              | 61,1          | 59,2             | 70,6             | 662,2                                     |

## Urbanisme

### Typologie
Au 1er janvier 2024, Saint-Maximin est catégorisée ceinture urbaine, selon la nouvelle grille communale de densité à sept niveaux définie par l'Insee en 2022.
Elle appartient à l'unité urbaine de Creil, une agglomération intra-départementale regroupant 23  communes, dont elle est une commune de la banlieue,,. Par ailleurs la commune fait partie de l'aire d'attraction de Paris, dont elle est une commune de la couronne,. 

### Occupation des sols
L'occupation des sols de la commune, telle qu'elle ressort de la base de données européenne d'occupation biophysique des sols Corine Land Cover (CLC), est marquée par l'importance des forêts et milieux semi-naturels (54,5 % en 2018), une proportion sensiblement équivalente à celle de 1990 (54,4 %). La répartition détaillée en 2018 est la suivante : 
forêts (54,5 %), mines, décharges et chantiers (13 %), zones industrielles ou commerciales et réseaux de communication (11,8 %), terres arables (9,1 %), zones urbanisées (6,4 %), zones agricoles hétérogènes (2,7 %), eaux continentales (2,5 %). L'évolution de l'occupation des sols de la commune et de ses infrastructures peut être observée sur les différentes représentations cartographiques du territoire : la carte de Cassini (XVIIIe siècle), la carte d'état-major (1820-1866) et les cartes ou photos aériennes de l'IGN pour la période actuelle (1950 à aujourd'hui).

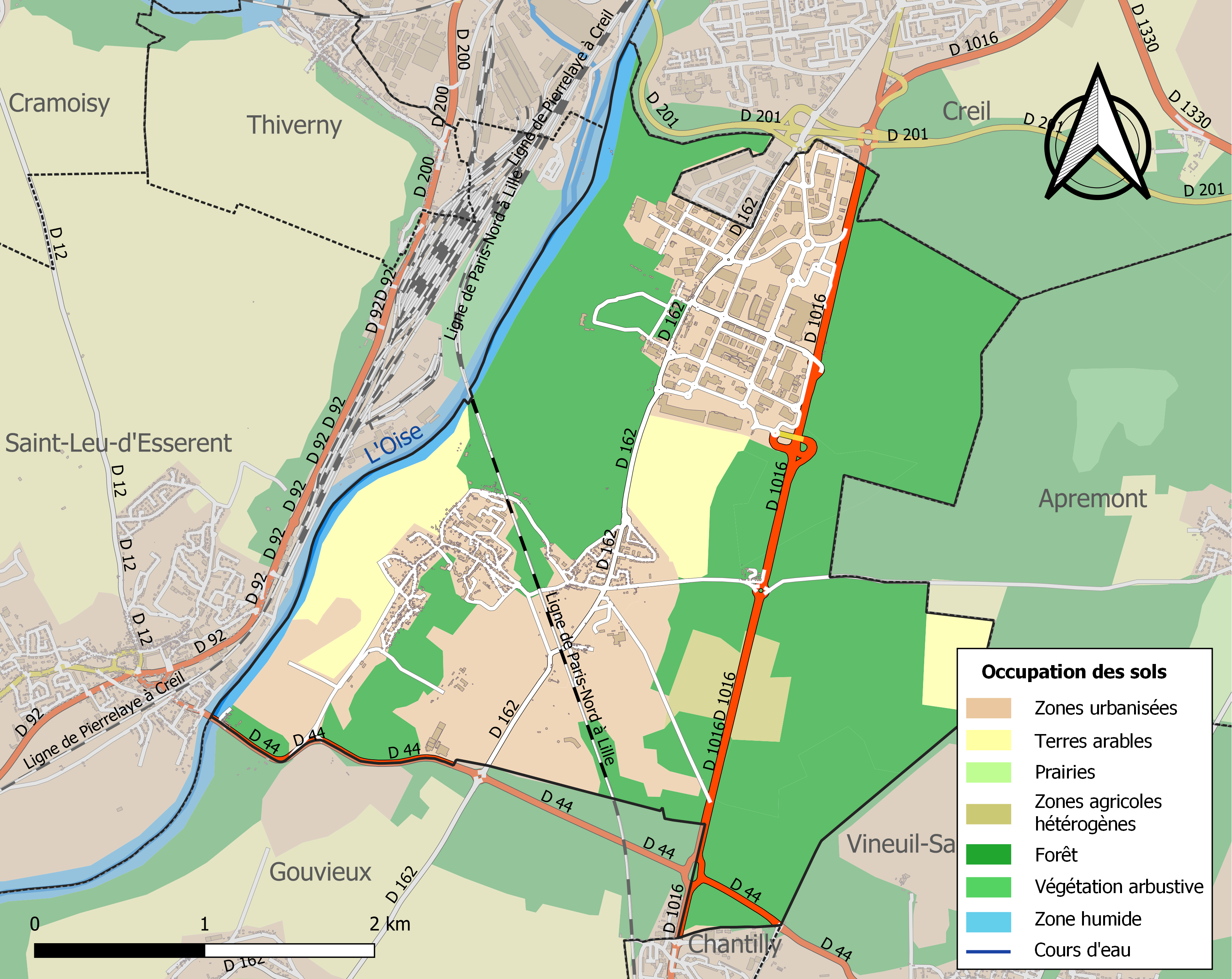
Carte des infrastructures et de l'occupation des sols de la commune en 2018 (CLC).

### Voies de communication et transports
La commune est desservie, en 2023, par les lignes A, D et E du réseau urbain AXO. La desserte est complétée par les services de transport à la demande AXO+3 et AXO+4. Elle est également desservie par les lignes 634, 637, 647, 649, 6231, 6234, 6235 et 6245 du réseau interurbain de l'Oise.

## Toponymie
Le nom de la localité est attesté sous les formes Sanctus Maximinus (828) ; « in Belvacensi pago villa que dicitur Sanctum Maximinum cum ecclesia » (836) ; Frotmundus de Sancto Maximino (vers 1107) ; in parrochia Sancti Maximini (vers 1150) ; Saint Mesmin (vers 1210) ; de sancto Maximino (1224) ; Saint Mesmyn (1518) ; Maximin (1794) ; Maximum (1794) ; Saint-Maximin (1840).

Saint-Maximin et un hagiotoponyme issu de l'oïl saint et Maximinus, qui était devenu Mesmin ; Maximin est une restitution savante.

## Histoire
Des carrières de Saint-Maximin, l'on extrait la roche calcaire à bâtir du même nom. Aujourd'hui, il reste encore cinq carrières de pierre de taille en exploitation à Saint-Maximin. La pierre qui en est extraite sert essentiellement à la restauration des monuments historiques et est également massivement exportée aux États-Unis et en Asie. Concurrencés par le béton, les professionnels de la pierre lui ont trouvé d'autres utilisations (ornementation ou parements par exemple) afin d'en faire un matériau contemporain et accessible au plus grand nombre.
Les carrières de Saint-Maximin fournissent également la terre battue utilisée pour les terrains de tennis de Roland-Garros : il s'agit d'une couche de calcaire d'environ huit centimètres qui est fournie depuis la création du stade en 1928.

## Politique et administration

### Liste des maires
| Période                                  | Période                   | Identité                  | Étiquette | Qualité                                                                   |
| ---------------------------------------- | ------------------------- | ------------------------- | --------- | ------------------------------------------------------------------------- |
| Les données manquantes sont à compléter. |                           |                           |           |                                                                           |
| août 1800                                | novembre 1812             | Claude Leblanc            |           |                                                                           |
| juillet 1813                             | août 1815                 | Jacques Bonnard           |           |                                                                           |
| mars 1816                                |                           | Pierre Sicair Troupeaux   |           |                                                                           |
| décembre 1819                            | octobre 1861              | Jean-Baptiste Delavier    |           |                                                                           |
| mai 1867                                 | décembre 1870             | Louis-Joseph Dacheux      |           |                                                                           |
| juillet 1878                             | septembre 1879            | Charles-Honoré Feuillette |           |                                                                           |
| avril 1882                               |                           | Félix Civet (1829-1893)   |           | Négociant, maître carrier et exploitant de carrières                      |
| novembre 1884                            | novembre 1887             | Jacques-Alexandre Leblanc |           |                                                                           |
| janvier 1890                             |                           | Félix Cinot               |           |                                                                           |
| novembre 1892                            | janvier 1896              | Jacques-Alexandre Leblanc |           |                                                                           |
| décembre 1902                            | septembre 1919            | Eugène Hurdebourcq        |           |                                                                           |
| janvier 1921                             |                           | Amédée Deregnaucourt      |           |                                                                           |
| mai 1935                                 |                           | René Daubin               |           | Carrier                                                                   |
| mai 1945                                 | mai 1953                  | Léon Boufflet (1887-1961) | SFIO      | Carrier                                                                   |
| mai 1953                                 | mars 1977                 | Georges Guyot (1902-1985) | PCF       | Ouvrier carrier, syndicaliste                                             |
| mars 1977                                | octobre 1979 (démission)  | Henri Bruyère (1916-1991) | PCF       | Employé municipal, ancien ouvrier Adjoint au maire (1971 → 1977)          |
| octobre 1979                             | décembre 2024 (démission) | Serge Macudzinski         | PCF       | Principal de collège Président de la CC Pierre - Sud - Oise (2004 → 2014) |
| décembre 2024                            | En cours                  | Chahinaise Azouza         | PCF       |                                                                           |

## Population et société

### Démographie

#### Évolution démographique
L'évolution du nombre d'habitants est connue à travers les recensements de la population effectués dans la commune depuis 1793. Pour les communes de moins de 10 000 habitants, une enquête de recensement portant sur toute la population est réalisée tous les cinq ans, les populations de référence des années intermédiaires étant quant à elles estimées par interpolation ou extrapolation. Pour la commune, le premier recensement exhaustif entrant dans le cadre du nouveau dispositif a été réalisé en 2008.

En 2022, la commune comptait 3 153 habitants, en évolution de +4,93 % par rapport à 2016 (Oise : +0,87 %, France hors Mayotte : +2,11 %).
| 1793 | 1800 | 1806 | 1821 | 1831 | 1836 | 1841 | 1846 | 1851 |
| ---- | ---- | ---- | ---- | ---- | ---- | ---- | ---- | ---- |
| 778  | 769  | 730  | 704  | 876  | 857  | 907  | 917  | 910  |

| 1856 | 1861 | 1866  | 1872  | 1876  | 1881  | 1886  | 1891  | 1896  |
| ---- | ---- | ----- | ----- | ----- | ----- | ----- | ----- | ----- |
| 869  | 952  | 1 268 | 1 130 | 1 293 | 1 494 | 1 477 | 1 354 | 1 297 |

| 1901  | 1906  | 1911  | 1921  | 1926  | 1931  | 1936  | 1946 | 1954  |
| ----- | ----- | ----- | ----- | ----- | ----- | ----- | ---- | ----- |
| 1 265 | 1 322 | 1 293 | 1 269 | 1 294 | 1 325 | 1 225 | 823  | 1 518 |

| 1962  | 1968  | 1975  | 1982  | 1990  | 1999  | 2006  | 2008  | 2013  |
| ----- | ----- | ----- | ----- | ----- | ----- | ----- | ----- | ----- |
| 1 664 | 1 801 | 2 100 | 2 174 | 2 377 | 2 399 | 2 502 | 2 519 | 3 099 |

| 2018  | 2022  | - | - | - | - | - | - | - |
| ----- | ----- | - | - | - | - | - | - | - |
| 2 872 | 3 153 | - | - | - | - | - | - | - |

#### Pyramide des âges
La population de la commune est relativement jeune.
En 2018, le taux de personnes d'un âge inférieur à 30 ans s'élève à 38,8 %, soit au-dessus de la moyenne départementale (37,3 %). À l'inverse, le taux de personnes d'âge supérieur à 60 ans est de 20,1 % la même année, alors qu'il est de 22,8 % au niveau départemental.
En 2018, la commune comptait 1 378 hommes pour 1 494 femmes, soit un taux de 52,02 % de femmes, légèrement supérieur au taux départemental (51,11 %).
Les pyramides des âges de la commune et du département s'établissent comme suit.
| Hommes | Classe d’âge | Femmes |
| ------ | ------------ | ------ |
| 0,4    | 90 ou +      | 0,3    |
| 3,6    | 75-89 ans    | 6,1    |
| 14,7   | 60-74 ans    | 15,2   |
| 19,6   | 45-59 ans    | 20,8   |
| 21,4   | 30-44 ans    | 20,2   |
| 17,6   | 15-29 ans    | 17,2   |
| 22,8   | 0-14 ans     | 20,2   |

| Hommes | Classe d’âge | Femmes |
| ------ | ------------ | ------ |
| 0,5    | 90 ou +      | 1,4    |
| 5,5    | 75-89 ans    | 7,6    |
| 15,6   | 60-74 ans    | 16,3   |
| 20,8   | 45-59 ans    | 20     |
| 19,4   | 30-44 ans    | 19,4   |
| 17,6   | 15-29 ans    | 16,2   |
| 20,6   | 0-14 ans     | 19,1   |

## Économie
Sur une partie de la commune est installée une vaste zone commerciale, avec notamment un hypermarché. Cette zone commerciale s'agrandit et de nouveaux magasins s'installent. La zone d'activité de Saint-Maximin est maintenant une des plus grandes de France. Elle constitue une part importante du budget de la commune. Au début des années 2000, la taxe professionnelle sur les surfaces commerciales rapportait 65% des apports budgétaires de la commune.

## Lieux et monuments

### Monument historique

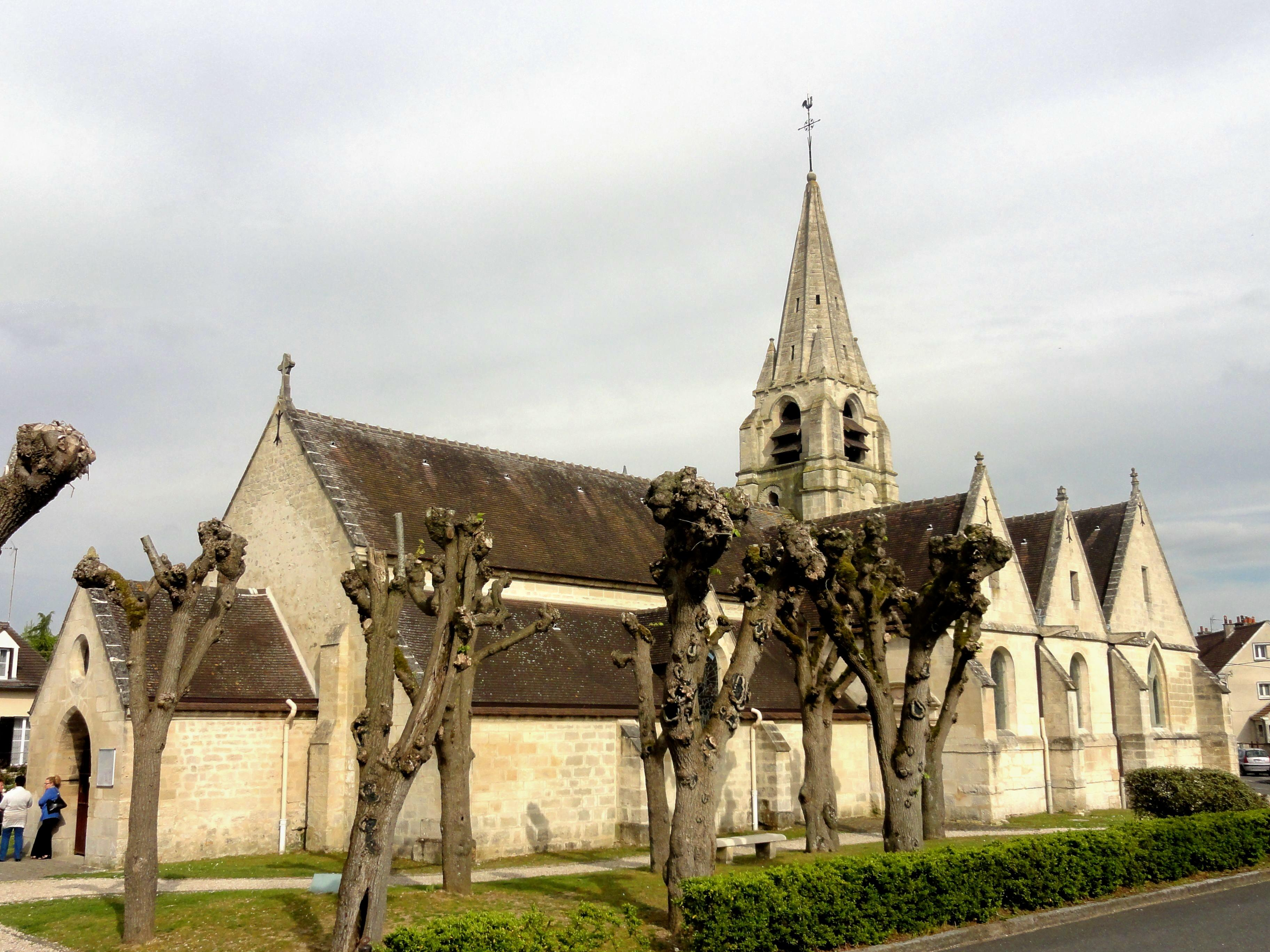
Église Saint-Maximin.

Saint-Maximin ne compte qu'un seul monument historique sur son territoire.
- Église Saint-Maximin, rue des Fontaines et rue du Jeu-d'Arc (inscrite monument historique par arrêté du 6 janvier 1926[33]) : Irrégulièrement orientée sud-est - nord-ouest, l'église se compose d'un porche devant le portail occidental ; d'une nef de quatre travées, communiquant par ses quatre grandes arcades du sud avec un unique bas-côté portant bien son nom, ainsi qu'avec la première des trois chapelles du sud ; d'une chapelle identique succédant à cette dernière suivie par une troisième plus grande ; d'une ancienne croisée du transept servant de base au clocher de la fin du XIe siècle ; d'un chœur au chevet plat d'une seule travée ; et d'une chapelle latérale nord du chœur. Les trois chapelles du sud forment à l'intérieur un vaisseau assez homogène de trois travées. La seconde chapelle remplace le croisillon sud, et la troisième chapelle du sud sert comme son homologue du nord de chapelle latérale au chœur. Ces trois travées forment ensemble le chevet avec un pignon au centre, et elles évoquent un chœur-halle, mais en réalité, elles ne communiquent à l'intérieur que par deux étroites arcades brisées non décorées. La nef est simplement plafonnée, l'ancienne croisée du transept est voûtée d'arêtes, et les autres travées sont voûtées d'ogives. Les origines de l'église actuelle remontent à la fin du XIe siècle, et en restent le portail occidental et le clocher, mais ce dernier a été lourdement modifié : les fenêtres du premier étage ont été bouchées, le toit en bâtière a été remplacé par une petite flèche en pierre vers 1150, et les baies gémelées du second étage ont été remplacées par une baie unique par face au XVe siècle. Le chœur est de style gothique et peut être daté des années 1170 ; il remplace le chœur roman. Les chapelles ont été rajoutées après des délais assez importants : la chapelle latérale sud vers 1300 ; la chapelle latérale nord vers 1400 ; et les deux premières chapelles du sud au cours du XVe siècle. Tout comme les deux chapelles latérales préexistantes, ces chapelles supplémentaires sont recouvertes par des toits en bâtière individuels, ce qui donne une succession de trois pignons au sud. Bien qu'un siècle et demi séparent les chapelles, la cohérence de l'ensemble est frappante. L'intérieur de l'église et notamment la base du clocher et la nef ont perdu une grande partie de leur authenticité pendant des restaurations trop radicales au XIXe siècle. Du XIe siècle, ne subsiste un tailloir décoré de triangles gravés sur le pilier sud-ouest du clocher. La sculpture des chapiteaux du chœur montre une influence par le chantier de la cathédrale Notre-Dame de Senlis, comme pour de nombreuses autres églises de la région[34].

### Autres éléments du patrimoine

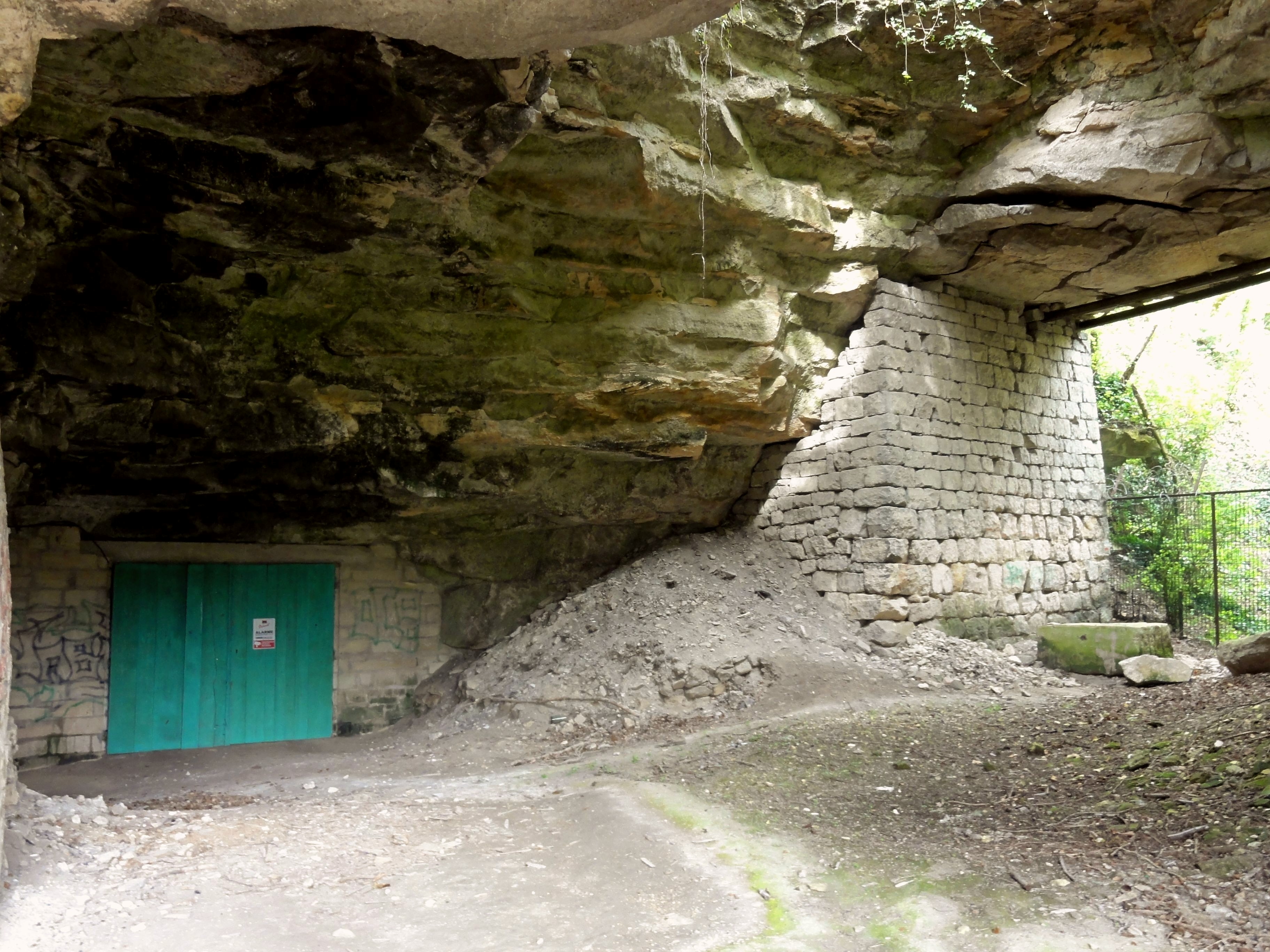
Trou du Tropique.
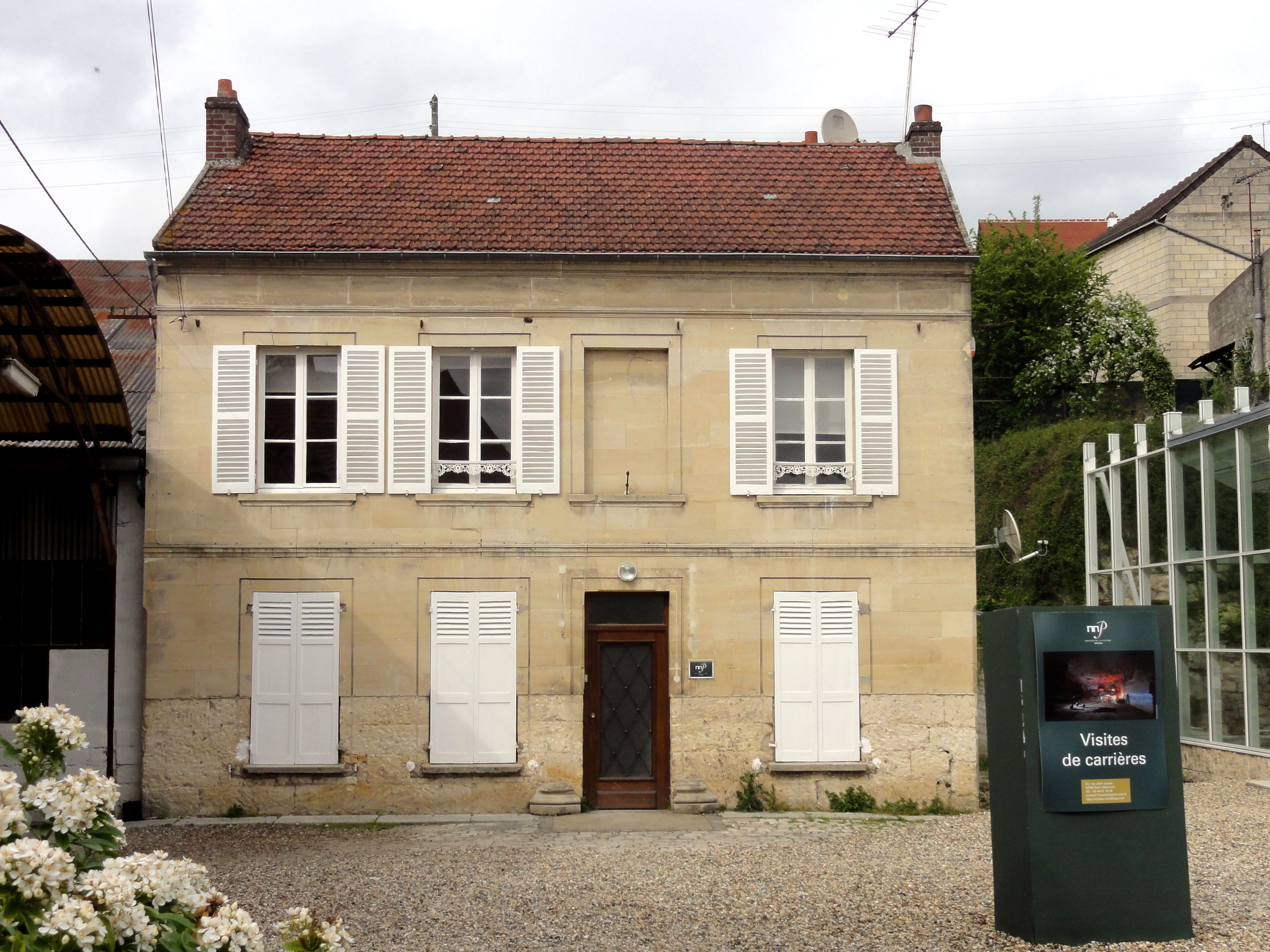
Maison de la Pierre.
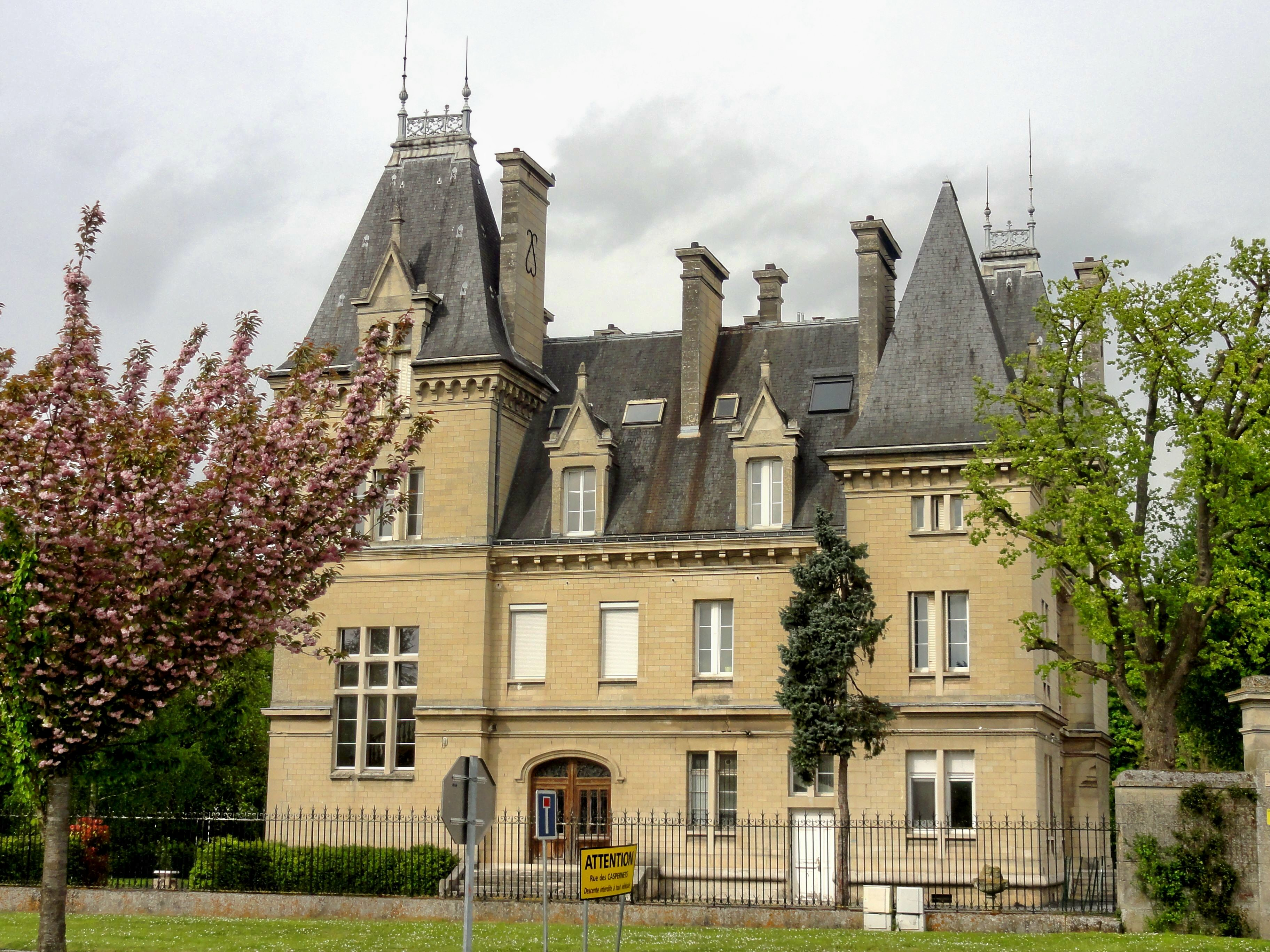
Château Civet, près de l'église.

- Trou du Tropique, impasse du Tropique : Ancien carrefour entre plusieurs carrières souterraines et à l'air libre, à faible profondeur, dont une partie du plafond s'est effondré, ouvrant ainsi la vue sur le ciel. Cette curiosité était longtemps la principale attraction du village et le GR 11 la traversait, mais le trou du Tropique a dû être interdit d'accès pour des raisons de sécurité[35].
- Maison de la Pierre du sud de l'Oise, 22 rue Jean-Jaurès : Centre d'information et de documentation sur les carrières de Saint-Maximin et des environs et sur l'utilisation de la pierre, ayant comme mission la sauvegarde et la mise en valeur du patrimoine de la pierre dans le sud du département[36].
- Château Civet, ancienne demeure de la famille Civet, propriétaire et exploitant des carrières, construit en 1870[37]. Le domaine du château abrite l'ITEP Solange-Cassel, institut psycho-pédagogique. L'institut a été créé en 1934[38].
- Château de Laversine, en écart au nord du village, près de la RD 162 : l'actuel château a été construit par Alfred-Philibert Aldrophe (1834-1895), architecte de la ville de Paris. Il est bâti en pierre tirée des carrières de Saint-Maximin, qui appartiennent aussi au baron Gustave de Rothschild, sur le bord du plateau, avant la paroi rocheuse, face à l'ample paysage de la vallée de l'Oise. Le style est très librement inspiré de François Mansart. Devant l'entrée, sont placés deux groupes animaliers en marbre sculptés par Georges Gardet. La baronne et ses trois filles reçoivent beaucoup à Paris, à l'hôtel de l'avenue de Marigny, comme à Laversine, pendant que le baron et ses deux frères dirigent ensemble la banque de la rue Laffitte. Robert de Rothschild hérite du domaine en 1912 et accueille les soldats blessés convalescents pendant la Grande Guerre. Entre les deux guerres, le domaine est surtout réservé aux chasses à courre auxquelles sont conviés parents et amis de la famille de Rothschild. Siège du commandement allemand des unités chargées de la construction des V1 dans les carrières voisines de 1940 à 1944, le château abrite ensuite des unités américaines en 1944 / 1945. Mis à sac à la Libération et délaissé, il est remis à une fondation à la mort de Robert de Rothschild en 1949 à charge d'héberger et de former les enfants orphelins de la Shoah. Collège d'enseignement professionnel, puis lycée d'enseignement professionnel et enfin lycée professionnel, il est depuis les lois de décentralisation, propriété du conseil régional de Picardie et abrite le LP « Donation de Rothschild »[39],[40].

### Culture
Il existe un Musée des bombardements, consacré aux bombardements subis par la commune en 1944.

## Personnalités liées à la commune
- Godissart de Cari, dessinateur caricaturiste y meurt en 1848
- François Rouan (1943-), artiste peintre, réside et travaille à Saint-Maximin.
- Ivan Callot, chanteur du groupe Les Fatals Picards, né dans la commune en 1968, le seul membre du groupe né en Picardie[42].